# Filmfare Awards (1968)
15-я церемония награждения Filmfare Awards прошла в 1968 году, в городе Бомбей. На ней были отмечены лучшие киноработы на хинди, вышедшие в прокат до конца 1967 года.
Начиная с этой церемонии, по инициативе Латы Мангешкар категория для закадровых вокалистов была разделена на две, в которой соревновались отдельно певцы-мужчины и женщины.
Награды в категории «Лучший документальный фильм» была удостоена кинолента India ’67 режиссёра С. Сукхдева.

## Список лауреатов и номинантов

### Основные премии
| Категории                         | Фото лауреатов      | Лауреаты и номинанты                                                             | Фильмы                                               | Роли                                                 |
| --------------------------------- | ------------------- | -------------------------------------------------------------------------------- | ---------------------------------------------------- | ---------------------------------------------------- |
| Лучший фильм                      | Лучший фильм        | • «Mehrban» (реж. А. Бхимсингх, прод. А.В. Мейяппан)                             | • «Mehrban» (реж. А. Бхимсингх, прод. А.В. Мейяппан) | • «Mehrban» (реж. А. Бхимсингх, прод. А.В. Мейяппан) |
| Лучший фильм                      | Лучший фильм        | • «Свидание» (реж. Адуртхи Субба Рао, прод. Л. В. Прасад)                        |                                                      |                                                      |
| Лучший фильм                      | Лучший фильм        | • «Благодеяние» (реж. Манодж Кумар, прод. Р. Н. Госвами, Харкишен Р. Мирчандани) |                                                      |                                                      |
| Лучшая режиссёрская работа        |                     | • А. Бхимсингх                                                                   | «Mehrban»                                            | «Mehrban»                                            |
| Лучшая режиссёрская работа        | • Адуртхи Субба Рао | «Свидание»                                                                       | «Свидание»                                           |                                                      |
| Лучшая режиссёрская работа        | • Манодж Кумар      | «Благодеяние»                                                                    | «Благодеяние»                                        |                                                      |
| Лучшая мужская роль               |                     | • Дилип Кумар                                                                    | «Рам и Шиам»                                         | близнецы Рам и Шиам                                  |
| Лучшая мужская роль               | • Манодж Кумар      | «Благодеяние»                                                                    | Бхарат                                               |                                                      |
| Лучшая мужская роль               | • Сунил Датт        | «Свидание»                                                                       | Гопикишан «Гопи»                                     |                                                      |
| Лучшая женская роль               |                     | • Нутан                                                                          | «Свидание»                                           | Радха                                                |
| Лучшая женская роль               | • Сайра Бану        | «Ученик»                                                                         | Пунам                                                |                                                      |
| Лучшая женская роль               | • Вахида Рехман     | «Рам и Шиам»                                                                     | Анджана                                              |                                                      |
| Лучшая мужская роль второго плана |                     | • Ашок Кумар                                                                     | «Mehrban»                                            | Шанти Сваруп                                         |
| Лучшая мужская роль второго плана | • Ом Пракаш         | «Миллион рупий»                                                                  | Гокулчанд                                            |                                                      |
| Лучшая мужская роль второго плана | • Пран              | «Благодеяние»                                                                    | Маланг                                               |                                                      |
| Лучшая женская роль второго плана |                     | • Джамуна                                                                        | «Свидание»                                           | Гаури                                                |
| Лучшая женская роль второго плана | • Мумтаз            | «Рам и Шиам»                                                                     | Шанта                                                |                                                      |
| Лучшая женская роль второго плана | • Тануджа           | «Похититель ценностей»                                                           | Анжали Натх                                          |                                                      |
| Лучшее исполнение комической роли |                     | • Джонни Уокер                                                                   | «Pati Patni»                                         | Падампат                                             |
| Лучшее исполнение комической роли | • Мехмуд            | «Mehrban»                                                                        | Мадху                                                |                                                      |
| Лучшее исполнение комической роли | • Ом Пракаш         | «Миллион рупий»                                                                  | Гокулчанд                                            |                                                      |
| Лучший сюжет                      |                     | • Ашапурна Деви                                                                  | «Mehrban»                                            | «Mehrban»                                            |
| Лучший сюжет                      | • Манодж Кумар      | «Благодеяние»                                                                    | «Благодеяние»                                        |                                                      |
| Лучший сюжет                      | • Пратибха Басу     | «Aasra»                                                                          | «Aasra»                                              |                                                      |

### Музыкальные премии
| Категории                       | Фото лауреатов        | Лауреаты и номинанты | Фильмы                | Песни                 |
| ------------------------------- | --------------------- | -------------------- | --------------------- | --------------------- |
| Лучшая музыка к песне           |                       | • Кальянджи-Ананджи  | «Благодеяние»         | «Благодеяние»         |
| Лучшая музыка к песне           | • Лаксмикант-Пьярелал | «Свидание»           | «Свидание»            |                       |
| Лучшая музыка к песне           | • Рави                | «Хамраз»             | «Хамраз»              |                       |
| Лучшие слова к песне            |                       | • Ананд Бакши        | «Свидание»            | «Sawan Ka Mahina»     |
| Лучшие слова к песне            | • Гулшан Бавра        | «Благодеяние»        | «Mere Desh Ki Dhart»  |                       |
| Лучшие слова к песне            | • Сахир Лудхианви     | «Хамраз»             | «Neele Gagan Ke Tale» |                       |
| Лучший мужской закадровый вокал |                       | • Махендра Капур     | «Благодеяние»         | «Mere Desh Ki Dharti» |
| Лучший мужской закадровый вокал | • Махендра Капур      | «Хамраз»             | «Neele Gagan Ke Tale» |                       |
| Лучший мужской закадровый вокал | • Мукеш               | «Свидание»           | «Sawan Ka Mahina»     |                       |
| Лучший женский закадровый вокал |                       | • Аша Бхосле         | «Миллион»             | «Garibon Ki Suno»     |
| Лучший женский закадровый вокал | • Лата Мангешкар      | «Прощальное письмо»  | «Baharon Mera Jeevan» |                       |
| Лучший женский закадровый вокал | • Лата Мангешкар      | «Свидание»           | «Sawan Ka Mahina»     |                       |

### Технические награды
| Категории                            | Лауреаты и номинанты                  | Фильмы                 |
| ------------------------------------ | ------------------------------------- | ---------------------- |
| Лучший диалог                        | • Манодж Кумар                        | «Благодеяние»          |
| Лучший монтаж                        | • Б. С. Глаад                         | «Благодеяние»          |
| Лучшая операторская работа           | • Джал Мистри (чёрно-белое кино)      | «Мечты о весне»        |
| Лучшая операторская работа           | • М. Н. Малхотра (цветное кино)       | «Хамраз»               |
| Лучшая работа художника-постановщика | • Х. В. Махарудрия (чёрно-белое кино) | «Taqdeer»              |
| Лучшая работа художника-постановщика | • Абдул Рахим (цветное кино)          | «Chandan Ka Palna»     |
| Лучший звук                          | • Дж. М. Барот                        | «Похититель ценностей» |

## Наибольшее количество номинаций и побед
- «Благодеяние» – 9 (6)
- «Свидание» – 9 (3)